# 张钧衡
张钧衡（1872年—1927年），字石铭，号适园主人，吴兴（今湖州）南浔镇人。

## 生平
其先世是安徽休宁人，康熙中迁至浙江南浔镇。世代经商，以丝绸及盐业致富。张颂贤孫。张宝庆的独生子。张静江是其堂弟。张钧衡於光绪十六年（1890）入县学，光绪二十年（1894）中甲午科乡试举人，会试不第。捐輸為兵部车驾司候补。後在上海经商，并经营房地产，投资商业银行、浙江兴业银行。张石铭旧居作为江南巨宅，现为南浔古镇的景点之一。
好藏書，搜集宋元明精本十余万。與蒋汝藻和劉承幹並稱吳興三大藏書家。1913年底，张钧衡先后请叶昌炽、缪荃孙为其编撰藏书志，1916年完成《适园藏书志》十六卷，共九百多部。
1925年8月，张钧衡在上海遭黄金荣、杜月笙遣人绑票，十餘天後其家人送去巨額贖款得获救。不久罹患心脏病，1927年底去世，享年56岁。
长子张乃熊继承其藏書，并编有《菦圃善本书目》。